# Wodnikowe Wzgórze (serial animowany 1999)
Wodnikowe wzgórze (ang. Watership Down) – kanadyjsko-brytyjski animowany serial przygodowy na podst. powieści Richarda Adamsa pod tym samym tytułem.
W Polsce emitowany premierowo w 2003 roku w TVN w paśmie Bajkowe kino z wersji z lektorem, którym był Piotr Borowiec. Od 9 września 2012 emitowany był na kanale TVP1 z dubbingiem zrealizowaną Telewizję Polską Agencję Filmową w reżyserii Doroty Kawęckiej.

## Obsada głosowa
| Postać               | Oryginalny dubbing                   | Polski dubbing                        |
| -------------------- | ------------------------------------ | ------------------------------------- |
| Leszczynek           | Ian Shaw (sezony I-II)               | Jacek Kopczyński                      |
| Leszczynek           | Nigel Pegram (sezon III)             | Jacek Kopczyński                      |
| Piątek               | Andrew Falvey                        | Marcin Hycnar                         |
| Czubak               | Stephen Mangan                       | Marek Barbasiewicz                    |
| Jeżynka              | Sue Elliot Nichols                   | Agnieszka Kunikowska                  |
| Dołek                | Elliot Henderson-Boyle (sezony I-II) | Katarzyna Tatarak                     |
| Dołek                | Maria Darling (sezon III)            | Katarzyna Tatarak                     |
| Jastrzębiec          | Lee Ross                             | Waldemar Barwiński                    |
| Mlecz                | Phill Jupitus (sezony I-II)          | Mieczysław Morański                   |
| Mlecz                | Nigel Pegram (sezon III)             | Mieczysław Morański                   |
| Prymulka             | Kate Ashfield (sezony I-II)          | Julia Kołakowska                      |
| Prymulka             | Penny Freeman (sezon III)            | Julia Kołakowska                      |
| Hania                | Jane Horrocks (sezony I-II)          | Izabela Dąbrowska                     |
| Hania                | Maria Darling (sezon III)            | Izabela Dąbrowska                     |
| Kihar                | Rik Mayall (sezony I-II)             | Cezary Kwieciński                     |
| Kihar                | Anthony Jackson (sezon III)          | Cezary Kwieciński                     |
| generał Czyściec     | John Hurt (sezony I-II)              | Andrzej Chudy                         |
| generał Czyściec     | Nigel Pegram (sezon III)             | Andrzej Chudy                         |
| kapitan Firlet       | Rob Rackstraw                        | Janusz Wituch                         |
| kapitan Werben       | David Holt                           | Ryszard Olesiński                     |
| kapitan Żarnowiec    | Richard Briers                       | Stefan Knothe (sezon I)               |
| kapitan Żarnowiec    | Richard Briers                       | Włodzimierz Bednarski (sezony II-III) |
| Truskawek            | Robert Harper (sezony I-II)          | Artur Pontek                          |
| Truskawek            | Paul Panting (sezon III)             | Artur Pontek                          |
| kapitan Ostrzeń      | Rob Rackstraw                        | Włodzimierz Bednarski (sezon I)       |
| kapitan Ostrzeń      | Rob Rackstraw                        | Paweł Szczesny (sezony II-III)        |
| Koniczynka           | Joanna Rodriguez (sezony I-II)       | Monika Kwiatkowska (sezon I-II)       |
| Koniczynka           | Joanna Rodriguez (sezony I-II)       | Dorota Kawęcka (odc. 23)              |
| Koniczynka           | Maria Darling (sezon III)            | Beata Wyrąbkiewicz (odc. 26, 28)      |
| Koniczynka           | Maria Darling (sezon III)            | Brygida Turowska (sezon III)          |
| oficer Mszak         | Tom Eastwood (sezon I-II)            | Piotr Gogol                           |
| oficer Mszak         | Nigel Pegram (sezon III)             | Piotr Gogol                           |
| Spartina             | brak danych                          | Katarzyna Tatarak                     |
| Granit               | Rob Rackstraw                        | Dariusz Błażejewski                   |
| Pierwiosnek          | Stephen Fry (sezony I-II)            | Paweł Szczesny                        |
| Pierwiosnek          | Anthony Jackson (sezon III)          | Paweł Szczesny                        |
| Pięciornik           | Tim McInnerny (sezon I)              | Ryszard Olesiński (sezon I)           |
| Pięciornik           | Stephen Mangan (sezon III)           | Leszek Zduń (sezon III)               |
| Orzesznik            | Kiefer Sutherland (sezon II)         | brak danych                           |
| Orzesznik            | Rob Rackstraw (sezon III)            | brak danych                           |
| Nagietka             | Stephanie Morgenstern (sezon II)     | Joanna Pach (sezon II)                |
| Nagietka             | Penny Freeman (sezon III)            | Agnieszka Fajlhauer (sezon III)       |
| Czerniec             | Stephen Gately                       | Tomasz Błasiak                        |
| Tab                  | Sue Elliot Nichols                   | Anna Apostolakis                      |
| Czarny Królik z Inlé | Stephen Mangan                       | brak danych                           |
| El-Ahra              | Phill Jupitus                        | Leszek Zduń                           |
| Frys                 | Phill Jupitus                        | Paweł Szczesny                        |

## Spis odcinków
| Nr             | Polski tytuł                         | Angielski tytuł          |
| -------------- | ------------------------------------ | ------------------------ |
|                |                                      |                          |
| SERIA PIERWSZA |                                      |                          |
|                |                                      |                          |
| 01             | Ziemia obiecana                      | The Promised Land        |
|                |                                      |                          |
| 02             | Dom na Wzgórzu                       | Home on the Down         |
|                |                                      |                          |
| 03             | Łatwe życie                          | The Easy Life            |
|                |                                      |                          |
| 04             | Wolność dla Truskawka                | Strawberry Fayre         |
|                |                                      |                          |
| 05             | Cień Efrafy                          | The Shadow of Efrafa     |
|                |                                      |                          |
| 06             | Napad                                | The Raid                 |
|                |                                      |                          |
| 07             | Wyprawa do Efrafy                    | Challenge to Efrafa      |
|                |                                      |                          |
| 08             | Ucieczka z Efrafy                    | Escape from Efrafa       |
|                |                                      |                          |
| 09             | Wizja                                | The Vision               |
|                |                                      |                          |
| 10             | Mysia historia                       | A Tale of a Mouse        |
|                |                                      |                          |
| 11             | Zagubieni                            | Lost                     |
|                |                                      |                          |
| 12             | Przyjaciel i wróg                    | Friend and Enemy         |
|                |                                      |                          |
| 13             | Porwany                              | Kidnapped                |
|                |                                      |                          |
| SERIA DRUGA    |                                      |                          |
|                |                                      |                          |
| 14             | Więzień Efraty                       | Prisoner of Efrafa       |
|                |                                      |                          |
| 15             | Karuzela                             | The Roundabout           |
|                |                                      |                          |
| 16             | Targ                                 | The Market               |
|                |                                      |                          |
| 17             | Wielka woda                          | The Great Water          |
|                |                                      |                          |
| 18             | Opór                                 | The Stand                |
|                |                                      |                          |
| 19             | Sad                                  | The Orchard              |
|                |                                      |                          |
| 20             | Wielka gra                           | The Great Game           |
|                |                                      |                          |
| 21             | Zima na Wodnikowym Wzgórzu           | Winter on Watership Down |
| 22             | Zima na Wodnikowym Wzgórzu           | Winter on Watership Down |
|                |                                      |                          |
| 23             | Tajemniczy goście                    | The Mysterious Visitors  |
|                |                                      |                          |
| 24             | Inwazja                              | The Invasion             |
|                |                                      |                          |
| 25             | Zasady Czubaka                       | Bigwig’s Way             |
|                |                                      |                          |
| 26             | Powrót do domu                       | The Homecoming           |
|                |                                      |                          |
| SERIA TRZECIA  |                                      |                          |
|                |                                      |                          |
| 27             | Ostatnia bitwa                       | The Last Battle          |
|                |                                      |                          |
| 28             | Nowy Świat                           | A New World              |
|                |                                      |                          |
| 29             | Wędrowiec                            | The Wanderer             |
|                |                                      |                          |
| 30             | Pisklę                               | The Nestling             |
|                |                                      |                          |
| 31             | Tajemnica Królikarni Czerwony Kamień | The Secret of Redstone   |
|                |                                      |                          |
| 32             | Moja kochana mewa                    | My Fair Gull             |
|                |                                      |                          |
| 33             | Ciemny układ                         | The Dark Deal            |
|                |                                      |                          |
| 34             | Mroczna przystań                     | Darkhaven                |
|                |                                      |                          |
| 35             | Oczy Pięciornika                     | The Eyes of Silverweed   |
|                |                                      |                          |
| 36             | Szpieg                               | The Spy                  |
|                |                                      |                          |
| 37             | Zdrada                               | The Betrayal             |
|                |                                      |                          |
| 38             | Początek końca                       | The Beginning of The End |
|                |                                      |                          |
| 39             | Magia                                | The Magic                |
|                |                                      |                          |